# Emmanuel Calling
Emmanuel Calling – dziesiąty album studyjny Juniora Reida, jamajskiego wykonawcy muzyki roots reggae i dancehall.
Płyta została wydana w roku 2000 przez J.R. Productions, własną wytwórnię Reida. Wokalista zajął się również produkcją krążka.

## Lista utworów
1. „Mashing Up The Earth”– 4:15
2. „Emmanuel Calling” – 3:50
3. „World News” – 3:00
4. „John Law (Street Sweeper Mix)” – 4:10
5. „Sky Is The Limit” feat. Beginner – 3:25
6. „Sunrise” – 4:00
7. „Take Your Time Young Man” – 3:40
8. „Free Man” – 3:52
9. „Jah Love” – 3:39
10. „Grammy” – 3:35
11. „Back In The Days” – 3:50
12. „Trod Up A Zion” – 4:05
13. „Fire” – 3:40
14. „Where Is She Now” – 4:25
15. „Anytime You Heed A Friend” – 4:30
16. „Jah Is The World” – 3:30
17. „John Law (Hip-Hop Mix)” – 3:40
18. „Millenium” – 4:00
19. „Bobo Mission” – 3:55

## Muzycy
- Paul "Jazzwad" Yebuah – gitara
- Chris Meredith – gitara basowa
- Aston "Familyman" Barrett – gitara basowa
- Anthony Thomas – perkusja
- Lincoln "Style" Scott – perkusja
- Felix "Deadly Headley" Bennett – saksofon
- Heather Cummings – chórki